# Rakovec
Rakovec é uma vila e município da Croácia localizado no condado de Zagreb.

## Localidades
O município de Rakovec é composto de 12 localidades:
- Baničevec
- Brezani
- Dropčevec
- Dvorišće
- Goli Vrh
- Hruškovec
- Hudovo
- Kolenica
- Lipnica
- Mlaka
- Rakovec
- Valetić

## Demografia
De acordo com o censo de 2001, 97,04% da população é composta por croatas.